# 山下一
山下 一（やました はじめ、1992年6月14日 - ）は、日本のラグビー選手。

## プロフィール
- 長崎県出身[1]。
- ポジションはフルバック(FB)。
- 身長 180cm、体重 87kg
- ニックネームははじめ、はじめちゃん。
- 日本代表キャップは3。（2016年5月現在）

## 来歴
三和中学校でラグビーを始めた。
2011年、長崎北高校卒業後、筑波大学に入学する。なお長崎北高校時代には高校日本代表に選ばれた。
2014年、筑波大学ラグビー部の副将に就任した。
2015年、筑波大学卒業後、豊田自動織機シャトルズに加入。同年11月28日に行われたジャパンラグビートップリーグ第3節のトヨタ自動車ヴェルブリッツ戦に先発出場で公式戦初出場を果たした。また同年12月にはスーパーラグビーの日本チームサンウルブズの2016年スコッドに入った。
2016年4月30日に行われた2016年アジアラグビーチャンピオンシップ第1戦韓国戦で先発出場で日本代表初キャップを獲得した。
2020年、豊田自動織機シャトルズを退団した。